# Schizostachyum andamanicum
Schizostachyum andamanicum là một loài thực vật có hoa trong họ Hòa thảo. Loài này được M.Kumar & Remesh mô tả khoa học đầu tiên năm 2003.